# آندد آنلاک
 آندد آنلاک (ژاپنی: アンデッドアンラック هپبورن: Andeddo Anrakku) یک مجموعه مانگای ژاپنی است توسط یوشیفومی توزوکا نوشته و مصورسازی شده است. این مجموعه توسط انتشارات شوئیشا از ژانویه ۲۰۲۰ در مجلهٔ هفته‌نامه شونن جامپ در حال چاپ است، و تا مه ۲۰۲۴ فصل‌های آن در بیست و یک جلد تانکوبون جمع‌آوری شدند. یک مجموعه تلویزیونی انیمه نیز بر پایه نسخه مانگا و به کارگردانی یوکی یاسه توسط استودیوهای دیوید پروداکشن و تی‌ام‌اس انترتینمنت دستمایه اقتباس قرار گرفت که از ۷ اکتبر ۲۰۲۳ تا ۲۳ مارس ۲۰۲۴ پخش شد.

## داستان
فوکو ایزومو (出雲 風子 Izumo Fūko) زن جوانی است که پس از حادثه‌ای که سبب کشته شدن بیش از ۲۰۰ نفر از جمله پدر و مادرش در هشت سالگی شده بود، به مدت ۱۰ سال است که در انزوا زندگی می‌کند. او پس از اتمام مجموعه مانگای مورد علاقه‌اش، تصمیم به خودکشی می‌گیرد. فوکو از این واقعیت بیزار است که به دلیل توانایی «آنلاک» هیچ‌کس قادر به لمس او نیست، و برای تمام کسانی که با جسم او در تماس هستند بدشانسی می‌آورد. در یکی از روزها او با یک مرده متحرک آشنا می‌شود که توانایی‌های احیاء کننده شگفت‌انگیزی دارد و تمایل دارد به بهترین مرگ ممکن بمیرد و از زندگی جاودانه خود بیزار است. فوکو نام او را اندی می‌گذارد زیرا او مرده‌ای متحرک است و آن‌ها شروع به همکاری با یکدیگر می‌کنند. با این حال چیزی نمی‌گذرد که آن‌ها خود را تحت تعقیب یک سازمان مرموز به نام یونین (ユニオン Yunion) می‌بینند.